# Ad infinitum
Ad infinitum é uma expressão em Latim que significa literalmente "até o infinito", "sem limite ou sem fim", para indicar um processo ou operação que continua indefinidamente.

## Exemplos
- "A seqüência 3, 6, 9, 12, 15… continua ad infinitum."
- "Um círculo é dividido na metade, esta metade é divida mais uma vez em metades, uma destas metades, dividida em metades, ad infinitum."
- "Uma partícula é lançada no espaço com uma velocidade qualquer e na ausência de atrito manterá uma trajetória retilínea uniforme ad infinitum."